# Liste der Landschaftsschutzgebiete in Krefeld
Die Liste der Landschaftsschutzgebiete in Krefeld enthält die Landschaftsschutzgebiete der kreisfreien Stadt Krefeld in Nordrhein-Westfalen.

## Liste
| Bild | Nummer       | Bezeichnung des Gebietes      | Fläche in Hektar | KWDPA-ID  | Koordinaten | Datum der Verordnung |
| ---- | ------------ | ----------------------------- | ---------------- | --------- | ----------- | -------------------- |
|      | LSG-4604-001 | LSG-Orbroich                  | 340,7942         | 555554599 | Position    | 1992                 |
|      | LSG-4604-012 | LSG-Oberbenrad-Forstwald      | 622,97           | 555554607 | Position    | 1992                 |
|      | LSG-4605-002 | LSG-Hülser Berg, Hülser Bruch | 1087,1585        | 555554609 | Position    | 1992                 |
|      | LSG-4605-003 | LSG-Niepkuhlen                | 563,4005         | 555554610 | Position    | 1992                 |
|      | LSG-4605-004 | LSG-Elfrath                   | 556,8439         | 555554611 | Position    | 1992                 |
|      | LSG-4605-005 | LSG-Stadtwald                 | 267,7863         | 555554612 | Position    | 1992                 |
|      | LSG-4605-009 | LSG-Oberbruch, Grundend       | 489,0844         | 555554614 | Position    | 1992                 |
|      | LSG-4605-010 | LSG-Oppumer Feld              | 260,0538         | 555554615 | Position    | 1992                 |
|      | LSG-4605-011 | LSG-Elt                       | 299,6428         | 555554616 | Position    | 1992                 |
|      | LSG-4605-012 | LSG-Rheinuferbereich          | 181,4185         | 555554617 | Position    | 1992                 |